# Coelogyne monticola
Coelogyne monticola é uma espécie de orquídea epífita, família Orchidaceae, originária de Sulawesi.